# Syphilis-Menschenversuche in Guatemala
Für die Syphilisexperimente in Guatemala wurden in einem von den Vereinigten Staaten finanzierten Programm in den Jahren von 1946 bis 1948 Prostituierte, Soldaten, Strafgefangene und geistig behinderte Patienten in Guatemala vorsätzlich mit Syphilis infiziert. Ziel war es, die Wirkung von Penicillin zu untersuchen.
Insgesamt wurden in dem Menschenversuch nach Angaben von Guatemala 2082 bzw. den USA 1308 Menschen mit Syphilis und/oder anderen Geschlechtskrankheiten infiziert und 700 davon behandelt, mindestens 83 der Versuchspersonen starben (Todesursache jedoch nicht angegeben) laut den Akten in den darauf folgenden Jahren. Federführend war der United-States-Public-Health-Service-Arzt John Charles Cutler, der auch später in die Tuskegee-Syphilis-Studie involviert war, bei der der Verlauf der unbehandelten Syphilis beobachtet wurde.
Die Medizinhistorikerin Susan M. Reverby brachte die Geschehnisse im Januar 2010 an die Öffentlichkeit. Am 1. Oktober 2010 entschuldigte sich Präsident Barack Obama bei den Opfern.
Im Januar 2019 entschied ein US-Bundesrichter, das Gerichtsverfahren zuzulassen gegen den Pharma-Konzern Bristol-Myers Squibb, die Johns-Hopkins-Universität und die Rockefeller-Stiftung über die Entschädigung von 774 Opfern und Opferangehörigen, die 2015 eine Klage über eine Entschädigung von in Summe einer Milliarde US-Dollar eingereicht haben.